# Bene Merito (Polen)

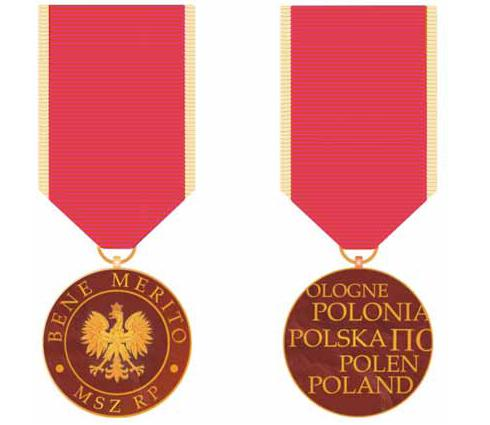
Ehrenmedaille Bene Merito

Bene Merito ist die höchste polnische Ehrenmedaille, die vom polnischen Außenministerium verliehen wird. Sie wird seit 2009 an Personen vergeben, die sich in besonderem Maße für das Land Polen im Ausland starkmachen.
Unter den bisherigen Preisträgern befinden sich unter anderem Norman Davies, Gesine Schwan, Władysław Bartoszewski, Steffen Möller, Adam Małysz, Hans Bollinger (2014), Thomas Muggenthaler (2015), Alois Woldan (2019), Stefan Drößler (2020) und Stefan Löwl (2022).